# John O'Hurley
John George O'Hurley Jr. (Kittery, Maine, 9 de octubre de 1954) es un actor, actor de voz, cantante, autor y personalidad de televisión estadounidense. Él es conocido por el papel de J. Peterman en la sitcom Seinfeld de la NBC, y fue presentador del programa de concursos Family Feud de 2006 a 2010.

## Primeros años
O'Hurley nació en Kittery, Maine, hijo de Jean, un ama de casa, y John O'Hurley, un cirujano de oído, nariz y garganta. O'Hurley asistió a la Natick High School en Natick, Massachusetts y a la Kingswood-Oxford School en West Hartford, Connecticut y se graduó en la Providence College en 1976 con un BA en Teatro. Su hermana mayor Carol murió en 1970 a la edad de 17 años debido a ataques epilépticos, y por lo tanto O'Hurley realiza obras de caridad para la Epilepsy Foundation. Tiene hermanos gemelos más jóvenes, Bruce y Neal. También tiene una hermana menor llamada Susan.

## Carrera

### Seinfeld
En Seinfeld, O'Hurley interpretó a J. Peterman, una versión novelada del empresario de la compañía de catálogo John Peterman, desde 1995 hasta el final del programa en 1998. En 2001, O'Hurley financió el relanzamiento de The J. Peterman Company, convirtiéndose en copropietario.

### Dancing with the Stars
Él fue un concursante en la primera temporada del programa de televisión Dancing with the Stars, que se emitió durante el verano de 2005. O'Hurley y su pareja de baile Charlotte Jørgensen llegaron a la final de la competencia, que perdieron ante la estrella de telenovela de ABC, Kelly Monaco y su pareja de baile Alec Mazo.
Después de que los aficionados alegaron que la victoria de Mónaco fue una puesta a punto, la red anunció que O'Hurley, Mónaco y sus parejas de baile profesionales se enfrentarían en un episodio especial de «resentimiento» el 20 de septiembre de 2005. A diferencia del primer episodio, el voto del espectador determinó únicamente el resultado en oposición a una combinación entre los tres jueces profesionales y los votos del público.
O'Hurley y Jørgensen resultaron como los ganadores. La revancha ganó $126,000 para la caridad de Golfers Against Cancer. Después el dúo produjo un video de instrucción de baile llamado, «Learn to Dance with John and Charlotte».
| Semana         | Baile / Canción                              | Puntajes de los jueces | Puntajes de los jueces | Puntajes de los jueces | Resultado       |
| Semana         | Baile / Canción                              | C.I                    | L.G.                   | B.T.                   | Resultado       |
| -------------- | -------------------------------------------- | ---------------------- | ---------------------- | ---------------------- | --------------- |
| 1              | Chachachá / «September»                      | 7                      | 7                      | 6                      | Sin eliminación |
| 2              | Quickstep / «Let's Face the Music and Dance» | 8                      | 9                      | 9                      | Salvados        |
| 3              | Tango / «Dance with Me»                      | 9                      | 8                      | 7                      | Salvados        |
| 4              | Samba / «Just the Two of Us»                 | 7                      | 8                      | 6                      | Dos últimos     |
| 4              | Vals vienés / «I Got You Babe»               | Puntos extras no dados | Puntos extras no dados | Puntos extras no dados | Dos últimos     |
| 5 (Semifinal)  | Foxtrot / «Let There Be Love»                | 9                      | 9                      | 9                      | Salvados        |
| 5 (Semifinal)  | Pasodoble / «España cañí»                    | 9                      | 9                      | 9                      | Salvados        |
| 6 (Final)      | Quickstep / «Let's Face the Music and Dance» | 9                      | 9                      | 9                      | Segundo puesto  |
| 6 (Final)      | Freestyle / «I'm So Excited»                 | 9                      | 9                      | 9                      | Segundo puesto  |
| Duelo de baile | Rumba / «The Look of Love»                   | 7                      | 8                      | 7                      | Ganadores       |
| Duelo de baile | Vals / «You Light Up My Life»                | 10                     | 10                     | 10                     | Ganadores       |
| Duelo de baile | Freestyle / «I Am What I Am»                 | 8                      | 8                      | 9                      | Ganadores       |

### Otros papeles

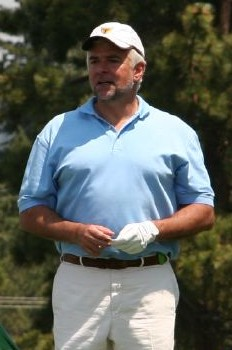
O'Hurley en julio de 2000

En 1995, tuvo un papel como Ralph Stafford en Murder She Wrote en el episodio «Nailed».
En 1995, O'Hurley coprotagonizó la sitcom de corta duración A Whole New Ballgame.
De 2000 a 2014 anunció para el canal hermano de Cartoon Network, Boomerang.
O'Hurley ha sido el presentador del National Dog Show anual de Purina cada Día de Acción de Gracias desde 2002.
En 2003, interpretó el papel de Roger Heidecker en la serie de televisión de UPN, The Mullets.
En octubre de 2005, protagonizó un episodio de Drake & Josh.
En marzo de 2007, asumió el papel principal en la producción de Wynn Las Vegas de  Spamalot, en la que interpreta al Rey Arturo. El estuvo en Broadway y una gira nacional como Billy Flynn en Chicago. En el julio de 2008 él repitió su papel como Rey Arturo en la producción de Los Ángeles de Spamalot en el teatro de Ahmanson. En junio de 2013 volvió a interpretar el papel del Rey Arturo en Spamalot en el Teatro Muny en St. Louis, Misuri, donde fue presentador de Mrs. America y Mrs. World Pageants.
Es uno de los oradores invitados en Candlelight Processional de Epcot en Walt Disney World. O'Hurley es la voz del dueño de la barra de la vaca y del corsé en el videojuego de Fable II para Xbox 360. También reemplazó a Frank Welker como «Phantom Blot» para Mickey Mouse Works y House of Mouse. También ha ofrecido la voz del Rey Neptuno XIV en Bob Esponjay ha hecho trabajo de voz en off para estaciones de radio, incluyendo WBEN-FM en Filadelfia, KPKX en Phoenix (como "Jim Peakerman"), KMAX en San Francisco (como "J.J. Maxwell") y WARH en St. Louis (como "Simon Archer"). También es la voz de los comerciales de Coors Light por más de 10 años.
O'Hurley protagonizó un episodio de The Emperor's New School llamado «Malina's Big Break», y en 2010, protagonizó como invitado en Wizards of Waverly Place como Capitán Jim-Bob Sherwood.
De 2008 a 2015 dio la voz a Roger Doofenshmirtz, hermano de Heinz Doofenshmirtz, en Phineas and Ferb. También interpretó en la galardonada serie dramática 2000x producida por el Hollywood Theater of the Ear por National Public Radio.
O'Hurley fue una estrella invitada en varios episodios de la telenovela All My Children durante su último mes en ABC, en septiembre de 2011, interpretando a Kit Sterling, un productor que se acerca a Erica Kane para hacer una película basada en el nuevo libro que acaba de publicar. También actuó en la telenovela Loving como Keith Lane-Jonathan Matalaine.
En 2015, tiene un papel recurrente como el Dr. Christopher Neff en Devious Maids.
También ofrece la voz de Víctor el Villano en la serie de televisión infantil animada Wallykazam!.

#### Presentador
De 2000-2001, él presentó un renacimiento de To Tell the Truth. En 2004, fue el presentador del programa de juegos de duración limitada The Great American Celebrity Spelling Bee. El 11 de septiembre de 2006, O'Hurley reemplazó a Richard Karn como el quinto presentador de Family Feud. El presentó el programa por cuatro temporadas, y en 2010 fue substituido por Steve Harvey.

## Vida personal
O'Hurley es un pianista autodidacta y vocalista de formación clásica. Ha estado componiendo desde su adolescencia. En 2004 lanzó un proyecto de dos álbumes titulado «Peace of Our Minds», una recopilación de sus composiciones originales de piano, en tándem con el violonchelista Marston Smith. La pieza «For Lisa» fue escrita para la esposa de O'Hurley especialmente para el día de su boda en 2004. Fue presentado en la portada de marzo/abril de 2009 de la revista Making Music.
Se casó con Eva LaRue de 1992 a 1994. Desde el 14 de agosto de 2004 él ha estado casado con Lisa Mesloh. Tienen un hijo.
En mayo de 2011, O'Hurley recibió la Medalla de Honor de la Isla Ellis.

## Filmografía
- The Lion Guard - Hadithi
- K.C. Undercover - Buck Marshall
- National Dog Show - Presentador (2002— )
- Game Show Countdown: Top 10 Hosts - Narrador
- Game Show America - Presentadora
- Hell's Kitchen - Él mismo
- Spamalot
  - (Wynn Casino, Las Vegas) - El Rey Arturo (31 de marzo de 2007 – 23 de julio de 2008)
  - (Ahmanson Theatre, Los Ángeles) - El Rey Arturo (7 de julio de 2009 - 6 de septiembre de 2009)
  - (The Muny, St. Louis) - El Rey Arturo (17 al 23 de junio de 2013)
- Family Feud - Presentador (2006—2010)
- Dancing with the Stars - Concursante (Subcampeón, pero ganador en una revancha)
- The Great American Celebrity Spelling Bee - Presentador
- The Mullets - Roger Heidecker
- 2 Shocking 4 TV - Presentador (2003)
- To Tell the Truth - Presentador (2000–2002)
- House of Mouse - El Fantasma de tinta
- Smart Guy - Hugh Sterling, presentador de «Knowledge College» (Episodio: «A Little Knowledge»)
- Seinfeld - J. Peterman
- ¿Qué hay de nuevo, Scooby-Doo? - Alcalde
- Valley of the Dolls - Allen Cooper
- General Hospital - Greg Bennett
- Frasier - Thomas Jay Fallow (Episodio: «Slow Tango in South Seattle»)
- Santa Barbara - Steven Slade #2
- The Young and the Restless - Jim Grainger #2
- The Legend of Tarzan - Johannes Niels
- Loving - Keith Lane/Jonathan Matalaine
- The Edge of Night - Greg Shaeffer
- Duck Dodgers - Capitán Star Johnson
- Lies and Liars - Presentadort (programa de entrevistas)
- Buzz Lightyear of Star Command - Rey Nova
- Bob Esponja - Rey Neptuno XIV
- The X-Files - Dr. Pollidori
- Padre de familia - Líder de culto/hombre en blanco
- ¡Oye, Arnold! - Concejal Gladhand
- Alejarse - Glenn
- Glenn Martin, DDS - Presentador de «Are You Smarter Than a Chicken?»
- Drake & Josh - Doctor Carlson (el doctor que hace la cirugía de Josh)
- Sabrina, the Teenage Witch - Profesor Beltran
- The Emperor's New School - Editor de la revista Inca Teen
- Boy Meets World - 2 papeles: Cal Kilbride y Grant, presentador de «We're Not Making This Up!», ambos en 1996
- Phineas y Ferb - Roger Doofenshmirtz (hermano de Heinz Doofenshmirtz)
- El padre de la manada - Blake el tigre
- Narrator de los comerciales de Coors Light
- Imágenes de locución para varias emisoras de radio, incluyendo WBEN-FM/Filadelfia, WARH/St. Louis, WGTZ/Dayton y WWLB/Richmond
- Presentador del DVD de National Geographic, Show Me the Wild
- An American Carol - Él mismo como un maitre d'
- Secret Talents of the Stars - Presentador
- Buying the Cow - Tim 'Timbo' Chadway
- Wizards of Waverly Place - Capitán Jim Bob Sherwood
- El escuadrón de superhéroes - Gran Maestro
- Night Eyes II - Detective Turner
- The Looney Tunes Show - Walter Bunny (el padre de Lola Bunny)
- Par de reyes - Narrador
- Beethoven's Christmas Adventure - Mr. Rexford (2011)
- Krogzilla - Ejecutivo
- Scooby-Doo! Stage Fright - El Gran Pauldini
- Wallykazam! - Víctor el villano
- Gravity Falls - Caballero Lilliputtian
- The Angry Beavers - Narrador Snooty
- America's Cutest - Él mismo
- Archer - Ellis Crane

## Libros
- It's Okay to Miss the Bed on the First Jump (2006) (best-seller del New York Times)
- Before Your Dog Can Eat Your Homework, First You Have to Do It (2007)
- The Perfect Dog (2013)

## Música
- Un medley (con Sarah Rice)  de tres canciones («You Found Me and I Found You», «Not Yet» y «Before I Met You») del musical Oh, Lady! Lady!! en Jerome Kern de Ben Bagley, Vol. II, publicado en 1990.
- Peace of Our Minds (doble CD), publicado en 2005.
- Secrets from the Lake, publicado en 2008.